# Brié-et-Angonnes
Brié-et-Angonnes é uma comuna francesa na região administrativa de Auvérnia-Ródano-Alpes, no departamento de Isère.